# Amethystium
Amethystium è un progetto musicale ambient/neoclassical/elettronica del produttore e compositore norvegese Øystein Ramfjord. Per Amethystium ha prodotto cinque album completi: Odonata, Aphelion, Evermind, Isabliss, Emblem, Transience, tutti sotto l'etichetta Neurodisc Records, oltre a due EP.

## Discografia
- 2000 - Autumn Interlude
- 2001 - Odonata
- 2003 - Aphelion
- 2004 - Evermind
- 2006 - Emblem (Selected Pieces)
- 2008 - Isabliss
- 2012 - Aurorae EP
- 2014 - Transience